# Antoni Kuczyński
Antoni Kuczyński (geb. 1935) ist ein polnischer Historiker und Ethnologe. Er ist Professor an der Uniwersytet Wrocławski (Breslau). Sein Hauptforschungsgebiet ist die Geschichte Sibiriens, die Geschichte der Polen in Sibirien und der Verbannten in dieser Region. Kuczyński war von 1980 bis 1989 Generalsekretär der Polskie Towarzystwo Ludoznawcze und ist 1991 der Gründer des Verlagsprojektes Verbanntenbibliothek (Biblioteka Zesłańca), das Werke über die Verbannung nach Russland und in die UdSSR veröffentlicht. Er ist Chefredakteur der vierteljährlich erscheinenden Zeitschrift Zesłaniec, Aktivist der Związek Sybiraków (Vereinigung der Sibirier), einer polnischen Organisation, die ehemalige Verbannte zusammenschließt, die sich Sibirier nennen. 1995 erhielt er das Ritterkreuz des Ordens der Polonia Restituta, 1985 das silberne Verdienstkreuz der Republik Polen. Derzeit ist er Dozent an der WZNPiE der Katholischen Universität Lublin (Rechts- und Wirtschaftswissenschaften) in Tomaszów Lubelski.

## Veröffentlichungen
- Syberyjskie szlaki. 1972.
- Ludy dalekie a bliskie. Zakład Narodowy imienia Ossolińskich, Wrocław, 1989.
- Wśród buszu i czarowników. Zakład Narodowy imienia Ossolińskich, Wrocław, 1990.
- Syberia. Czterysta lat polskiej diaspory. Zakład Narodowy imienia Ossolińskich, Wrocław, 1993 (wydanie z 1998 – Wyd. Atla 2, Wrocław; wydanie z 2007 – Wyd. Kubajak).
- Polskie opisanie świata. Studia z dziejów poznania kultur ludowych i plemiennych (tom 1, Wrocław 1994; tom 2, Wrocław 1997). Wydawnictwo Uniwersytetu Wrocławskiego.
- Polacy w Kazachstanie. Wyd. Uniw. Wrocławskiego, 1996. Seria Acta Universitatis Wratislaviensis; no 1819
- Kuczyński, Antoni (Hrsg.): Polacy w nauce, gospodarce i administracji na Syberii w XIX i na początku XX wieku. Wrocław 2007.
- Kuczyński, Antoni  / Marczyk, Mirosław (Hrsg.): Polacy w nauce i kulturze Tomska oraz Syberii zachodniej. Wrocław 2008.
- Kuczyński, Antoni (Hrsg.): Syberia. 400 lat polskiej diaspory. Zesłania, martyrologia i sukces cywi-lizacyjny Polaków. Rys historyczny, antologia. Krzeszowice 2007.